# Kristof Magnusson

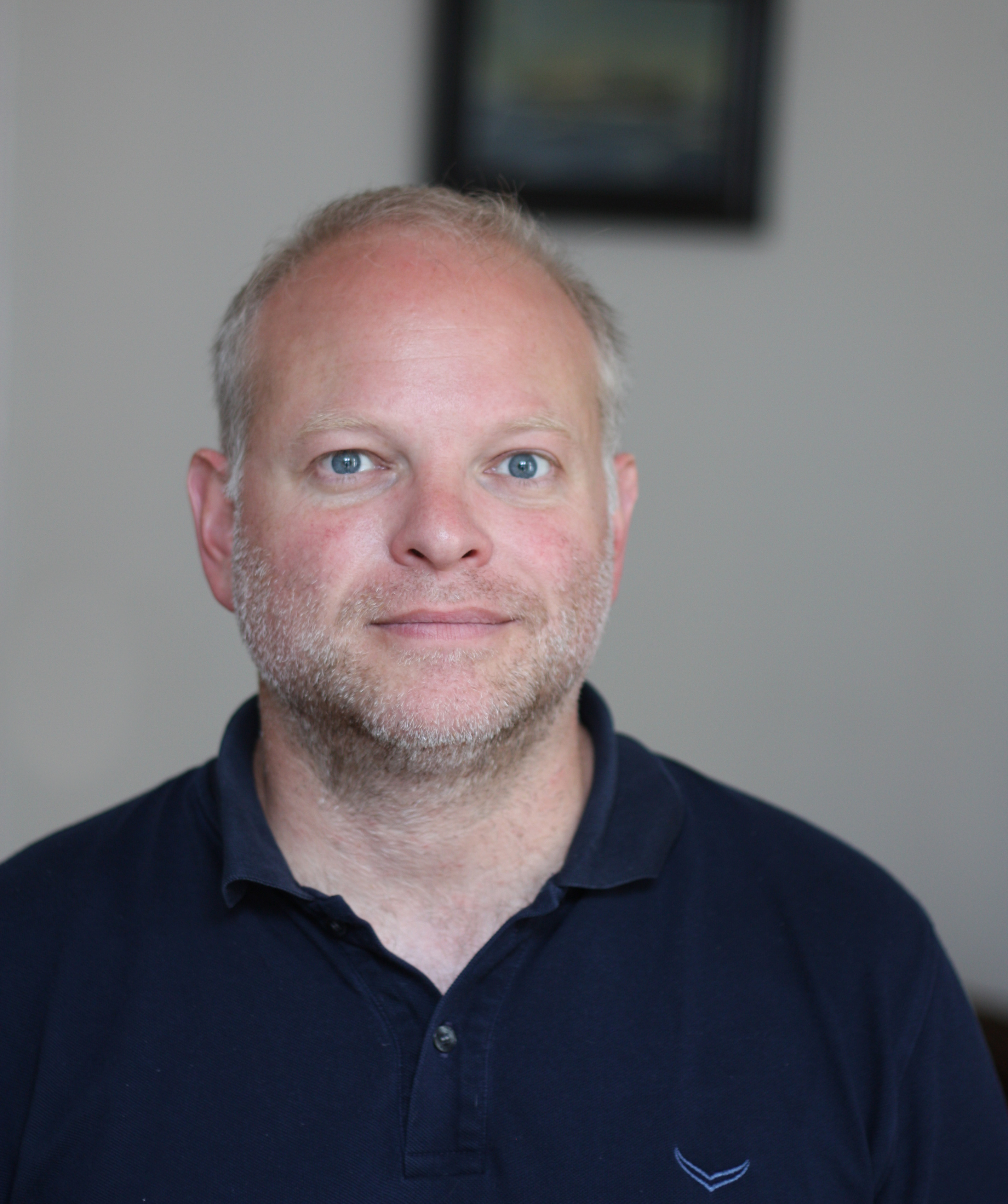
Kristof Magnusson, 2020

Kristof Magnusson (* 4. März 1976 in Hamburg als Kristof Weitemeier-Magnusson) ist ein deutsch-isländischer Schriftsteller und Übersetzer. Bekannt wurde er durch das Theaterstück Männerhort, das nicht nur erfolgreich auf über 120 Bühnen in Deutschland und in vielen anderen Ländern lief, sondern später auch verfilmt wurde.
Sein jüngstes Theaterstück Apokalypse Miau (mit Gunnar Klack) wurde 2022 am Volkstheater Wien uraufgeführt. Mit seinem Romandebüt Zuhause wurde er zum Ingeborg-Bachmann-Wettbewerb eingeladen, Das war ich nicht und Arztroman standen beide auf der Spiegel-Bestsellerliste.
Magnusson hat zahlreiche Preise und Stipendien erhalten. Unter anderem war er Writer in Residence am Massachusetts Institute of Technology (MIT), wurde mit dem Rompreis der Deutschen Akademie Rom Villa Massimo ausgezeichnet und hatte eine Gastprofessur am Deutschen Literaturinstitut Leipzig inne. 
Magnusson engagiert sich für Literatur in Einfacher Sprache. Auch Island, das Herkunftsland seines Vaters, spielt in Leben und Werk immer wieder eine prägende Rolle.

## Leben
Magnusson wuchs als Sohn einer deutschen Mutter und eines isländischen Vaters, die beide Lehrer waren, zweisprachig in Hamburg auf. Er flog jährlich für die Sommerferien nach Island. Nach dem Abitur leistete er den Anderen Dienst im Ausland bei der Aktion Sühnezeichen Friedensdienste in New York, wo er mit Obdachlosen und Holocaust-Überlebenden arbeitete. 
Danach absolvierte er eine Ausbildung zum Kirchenmusiker bei der evangelischen Landeskirche Nordelbien. Ihn faszinierte die Breite und Vielseitigkeit der Ausbildung, als lebenslange Berufsperspektive genügte es ihm nicht, so dass er schon währenddessen kreatives Schreiben ausprobierte. Daher studierte er anschließend am Deutschen Literaturinstitut Leipzig, Szenisches Schreiben an der Hochschule der Künste Berlin sowie ein Jahr lang Isländische Literatur an der Universität Reykjavík.
Magnusson hat sowohl als Schriftsteller als auch als Übersetzer viele Preise, Aufenthalts- und Arbeitsstipendien erhalten. Im Sommer 2006 war er Stadtschreiber des Goethe-Instituts im indischen Pune. Im Herbst 2008 war er Writer in Residence der University of Iowa, 2010 am Grinnell College in Iowa, 2013 an der Queen Mary University of London sowie im Frühjahr 2014 am Massachusetts Institute of Technology (MIT). Als Translator in Residence war er im Herbst 2010 am Europäischen Übersetzer-Kollegium in Straelen. Im Wintersemester 2012/2013 sowie im Wintersemester 2016/2017 hatte er eine Gastprofessur am Deutschen Literaturinstitut Leipzig inne und unterrichtete Literarisches Schreiben. Im Wintersemester 2015/2016 war Kristof Magnusson Poetikdozent an der Hochschule RheinMain.
Er war bis zu seinem Austritt Mitglied im PEN-Zentrum Deutschland und ist Mitgründer des PEN Berlin.
Kristof Magnusson engagiert sich regelmäßig als Juror im Literatur- und Übersetzungsbereich. Er war u. a. Mitglied in den Jurys des Straelener Übersetzerpreises und des Deutschen Übersetzerfonds sowie Stiftungsvorstand der Autorenstiftung Frankfurt am Main. 2024 berief Claudia Roth als Beauftragte der Bundesregierung für Kultur und Medien (BKM) Magnusson für drei Jahre zum Jurymitglied für die Auswahl der Stipendiaten der Villa Massimo, der Casa Baldi und des Deutschen Studienzentrums in Venedig.

## Werk
Kristof Magnussons Werk umfasst neben Erzählungen, Essays und Reportagen in in- und ausländischen Zeitungen und Zeitschriften sowohl Romane als auch Theaterstücke. Hinzu kommen zahlreiche Übersetzungen aus dem Isländischen sowie ein Buch über Island. Der Ton seiner Werke ist stets geprägt von Komik, Leichtigkeit und Unterhaltsamkeit. Der Blick des Autors auf die Figuren, die sich häufig auf skurrilen Abwegen befinden, ist „sarkastisch, doch liebevoll“. Auffallend sind die umfangreichen Detailkenntnisse unterschiedlichster Lebenswelten, denen oftmals intensive Recherchen zugrunde liegen. So gilt er in der Literaturkritik als „höchst wirklichkeits- und milieutrainierter Schriftsteller“, dessen Stil „pointen- und dialogsicher“ ist.
Magnusson trat zuerst als Theaterautor hervor. Auch in seiner Prosa, bislang drei plotbetonte und temporeich erzählte Romane, sind schlagfertige, zugespitzte Dialoge stets ein wichtiges Element. Alle vier Romane erschienen im Münchner Verlag Antje Kunstmann.

### Theaterstücke
Magnusson wurde zunächst bekannt durch seine Komödie Männerhort (2002), die 2003 am Schauspiel Bonn uraufgeführt wurde und dort „in kürzester Zeit zum Kulthit“ avancierte. Im November 2005 feierte das Stück auch am Theater am Kurfürstendamm in Berlin Premiere, mit Bastian Pastewka, Christoph Maria Herbst, Michael Kessler und Jürgen Tonkel in den Hauptrollen.
Männerhort, das von einem Männerrückzugsreservat (Man Cave bzw. Männergarten) in einem Einkaufszentrum handelt, lief inzwischen an über 80 Theatern im In- und Ausland, zum Beispiel am Deutschen Theater Göttingen, am Hessischen Staatstheater Wiesbaden, an der Komödie im Bayerischen Hof in München, am VAT Teater Tallinn, Teatr Capitol Warschau und im Studio DVA Prag. Das Stück wurde unter anderem ins Niederdeutsche, Französische, Englische, Schwedische, Türkische, Bulgarische, Estnische, Slowakische, in Marathi, ins Tschechische und ins Polnische übersetzt.
Im Oktober 2014 kam der gleichnamige Film Männerhort in die deutschen Kinos, dessen Drehbuch auf Kristof Magnussons Theaterstück basiert. Er hatte bereits im Jahr 2000 das Stück Enge im Haus und im Sarg geschrieben, das im Rahmen eines Autorenprojekts an der Berliner Volksbühne in Begleitung von Improvisationen des Obdachlosen-Ensembles Ratten 07 entstand, eine „utopische Parabel“ oder ein „verschlungene(s) Antimärchen“. Die Handlung wechselt zwischen einem Wald ohne Tiere in einem zeitlosen Staat, in dem sich beschäftigungslose Jäger die Zeit mit resignierten Gesprächen vertreiben, und der Großstadt der Gegenwart, in der zwei verkaterte Jungs zusammen mit vier Punk-Mädchen eine vermisste Freundin suchen, jener Prinzessin, deren Verschwinden auch die Jäger betrauern. Das Stück verhandelt „Fragen der Identität und Freiheit, Gewalt und Liebessehnsucht“.
Im selben Jahr erschien die Farce Der totale Kick, die im November 2001 unter der Regie von Hans Falár am Staatsschauspiel Dresden uraufgeführt wurde. Darin bricht eine junge Frau beim Versuch, „endlich auch einmal ein Ding so richtig Tarantino-mäßig durchziehen“, gemeinsam mit ihrem ängstlichen Verlobten in die Wohnung einer alten Dame ein, die sich gemeinsam mit drei Kaffeekränzchen-Freundinnen gegen die Hobby-Einbrecher zur Wehr setzt.
Zehn Jahre später folgte die Komödie Sushi für alle, die im März 2011 am Theater Dortmund unter der Regie von Oliver Dominique Endreß uraufgeführt wurde. Darin versucht ein vermutlich sterbenskranker Familienvater, in einem Junggesellen einen Nachfolger für sich zu finden, als Partner für seine an Familie wenig interessierte Frau und als Vater für seine beiden neurotischen Kinder. Das Stück ist „eine turbulente und pointenreiche Komödie über die Glückssuche im Privaten, über letzte Kniffe, der Familie zu entkommen, und über Abgründe, die sich hinter den Fassaden heiler Familienwelten auftun“.
Im April 2010 wurde die Theateradaption des Romans Zuhause in einer Fassung von Ronny Jakubaschk am Volkstheater Rostock uraufgeführt, der im Dezember desselben Jahres auch den zweiten Roman von Kristof Magnusson, Das war ich nicht, für die Bühne adaptierte und am Theater Basel uraufführte.
Im Dezember 2022 wurde Magnussons Stück Apokalypse Miau – eine Weltuntergangskomödie am Wiener Volkstheater uraufgeführt. Der Intendant des Theaters, Kay Voges, inszenierte das Theaterstück. Die Theaterkritikerin Margarete Affenzeller lobte das Stück im Standard: „Autor Magnusson [...] trifft auch mit dieser für ein breites Publikum bestimmten Komödie ins Schwarze“. Anders als Magnussons vorangegangene Theatertexte entstand Apokalypse Miau in Zusammenarbeit mit einem Zweitautor: An der Entstehung des Stücks war Gunnar Klack als Mitarbeiter beteiligt. Das Werk ist als Ensemble-Stück angelegt und umfasst acht Rollen, die alle ähnlich stark prominent sind. Gespielt wurde es bei der Erstaufführung von Andreas Beck, Elias Eilinghoff, Mario Fuchs, Irem Gökçen, Evi Kehrstephan, Bettina Lieder, Uwe Rohbeck, Christoph Schüchner, Magdalena Simmel und Anke Zillich.
Regelmäßig werden seine Stücke auf deutschsprachigen Bühnen gespielt. Auch im Ausland ist Magnusson ein erfolgreicher Dramatiker. Darüber hinaus übersetzt er Dramatik aus dem Isländischen ins Deutsche.

### Zuhause
Im August 2005 veröffentlichte Magnusson sein Romandebüt Zuhause, mit dem er im selben Jahr zum Ingeborg-Bachmann-Wettbewerb nach Klagenfurt eingeladen worden war. Die Handlung dreht sich um Lárus Lúðvígsson, Ende zwanzig, Anfang dreißig, der mit dem Erwachsensein hadert, das Vergessen und Verdrängen dem Erinnern vorzieht und damit nicht nur seiner Freundin aus Kindheitstagen, Matilda, immer wieder vor den Kopf stößt. Gerade verlassen von seinem jetzt Exfreund Milan, reist Lárus in der Adventszeit von Hamburg nach Reykjavík. Statt langer vergnüglicher Ausgehnächte auf dem Laugavegur und einer beschaulich-harmonischen Vorweihnachtszeit in abgeschiedener Umgebung mit seinen Wahlverwandten erwarten ihn dort sonderbare Begebenheiten in rasanter Abfolge. 
Es beginnt damit, dass Lárus feststellen muss, dass ihn das isländische Einwohnermeldeamt als tot registriert hat. Seine beste Freundin Matilda und er haben sich kaum mehr etwas zu sagen, über das sie nicht in Streit geraten. Über seinen Liebeskummer versucht er sich mit einer Liaison mit dem verschrobenen Dagur, Sohn einer der mächtigsten Familien Islands, hinwegzutrösten. Diese Liebschaft sowie Dagurs plötzlicher Tod ziehen ihn so sehr in dessen Familiengeschichte hinein, dass Lárus sich selbst von Tag zu Tag an mehr erinnern muss, als ihm recht ist. Indem er zunächst unfreiwillig, dann forschend dem fremden Familiengeheimnis auf die Spur kommt, entschlüsselt Lárus ein damit verwobenes Geheimnis seiner eigenen Kindheit. Schließlich kehrt er, versöhnt mit Matilda und etwas gereift, „schwer versehrt wie ein Sagaheld, doch unbesiegt und zudem im Besitz einer geheimen Handschrift“ nach Hamburg zurück.
In Zuhause verbindet Magnusson in humoristischer Weise Elemente von Schelmen-, Coming-of-age- bzw. Entwicklungsroman, Krimi- und Roadmovie-Geschichten und Mythenstoffen der isländischen Sagas mit diversen Zitaten aus Popsongs. Im April 2010 wurde die Theateradaption des Romans in einer Fassung von Ronny Jakubaschk am Volkstheater Rostock uraufgeführt, der im Dezember desselben Jahres auch den zweiten Roman von Kristof Magnusson, Das war ich nicht, für die Bühne adaptierte und am Theater Basel uraufführte.
Auf Vorschlag von Klaus Nüchtern wurde Magnusson im Sommer 2005 mit seinem Prosadebüt zum Ingeborg-Bachmann-Wettbewerb eingeladen. Die Kontroverse der damaligen Jury zeigt in verdichteter Weise die beiden Pole, zwischen denen sich die Rezeption von Magnussons Werken im Feuilleton seitdem immer wieder bewegt. Das Publikum war begeistert, auch ein Teil der Jury lobte die große Unterhaltsamkeit des Texts, während der andere Teil hingegen urteilte, der Roman sei „zu flach“.
Der Autor selbst führt solche kontroversen Reaktionen zurück auf die „… veraltete(n) Trennung zwischen U- und E-Kunst. Dabei ist Humor eine wichtige und legitime Form des Weltwahrnehmens und Welterklärens. Die muss man nicht gegen andere Schreibweisen ausspielen. Humor bedeutet ja nicht, dass man sich ständig auf die Schenkel klopft. Humor ermuntert einen, sich den Dingen nicht gleich auszuliefern, sondern sie auch mal anders zu betrachten und sie nicht so hinzunehmen, wie sie erscheinen, oder wie sie einem verkauft werden“, wie er in einem Interview in der Berliner Zeitung äußerte.
Im selben Interview fragte Irene Bazinger: „Warum polarisieren Sie mit Ihrer leichten, amüsanten, dennoch ernsthaften Literatur bis heute?“. Antwort des Autors: „Tja, die Jury war damals genau geteilt: Eine Hälfte fand Zuhause total doof, die andere Hälfte super. Dafür, dass ich weder ästhetisch kühn noch voller steiler Thesen schreibe, überraschte mich das widersprüchliche Echo selbst“.

### Das war ich nicht
Magnussons zweiter Roman Das war ich nicht folgte im Januar 2010. Darin geht es um den Investment-Banker Jasper Lüdemann, den Bestseller-Autor Henry LaMarck und die literarische Übersetzerin Meike Urbanski, aus deren Perspektive jeweils abwechselnd das Geschehen erzählt wird. Alle drei befinden sich am Abgrund einer persönlichen Krise, die gerade heraufzieht oder bereits begonnen hat. Sie begegnen sich durch teils von ihnen selbst provozierte Zufälle und geraten in eine abenteuerliche Abhängigkeit voneinander, die maßgeblich bestimmt wird durch Liebe und Geld.
Wie schon im Vorgänger Zuhause lässt er die Protagonisten Volten schlagen, treibt sie zwischen Chicago, dem Hamburger Schanzenviertel, einem Kaff im Ruhrgebiet und der norddeutschen ländlichen Einöde hinterm Deich umher, um schließlich nach Turbulenzen ein Happy End, nicht ohne Ironie, für sie bereitzuhalten.
Zugleich ist Das war ich nicht ein sarkastischer und amüsanter Roman über die Banken- und Finanzkrise, laut einer Kritik erhellend „für diejenigen, die immer schon mal wissen wollten, wie Geldverbrennung und Derivate funktionieren, ohne die Financial Times zu abonnieren. Es ist sozusagen der Roman zum letzten Jahr“.
Das war ich nicht stand in seinem Erscheinungsjahr 2010 sowohl auf der Spiegel-Bestsellerliste als auch auf der SWR-Bestenliste. Das war ich nicht wurde in mehrere Sprachen übersetzt, unter anderem ins Französische, Italienische, Isländische, Niederländische, Slowenische, Bulgarische und Vietnamesische.

### Arztroman
Der dritte Roman von Kristof Magnusson, Arztroman, veröffentlicht im August 2014, erhielt viel mediale Aufmerksamkeit und stand ebenfalls auf der Spiegel-Bestsellerliste. Magnusson, der schon viele Jahre in Berlin lebt, legte hiermit seine erste Arbeit vor, deren Handlung in dieser Stadt spielt. Es ist wohlgemerkt keine humoristische Parodie auf die Trivialroman-Gattung, sondern ein gründlich auch auf Stimmigkeit des Medizinisch-Fachlichen recherchierter Gegenwartsroman.
Herzstück und Ausgangspunkt ist die Rettungsstelle des Kreuzberger Klinikums Am Urban, in der die Notärztin Dr. Anita Cornelius arbeitet. Der Roman schildert ihre beruflichen und privaten Konflikte und behandelt beiläufig Themen wie das Gesundheitswesen oder das Phänomen der Gentrifizierung.

### Gebrauchsanweisung für Island
Im März 2011 erschien in der Reihe Gebrauchsanweisung für… des Piper Verlags Kristof Magnussons Gebrauchsanweisung für Island. Die Publikationen dieser Reihe gehen über das Format der üblichen Reiseführerliteratur hinaus. So nähert sich auch Magnusson seinem Gegenstand essayistisch, fügt Beobachtungen und Anekdoten über Kurioses und Alltägliches, Impressionen und Fakten über die Geschichte und Kultur des kleinen Inselstaats zusammen und betrachtet die Anziehung, die dieser „geologische Teenager“ mit seinem „kärgliche(n) Liebreiz“ auf Reisende aus aller Welt ausübt. Er widerlegt (oder bekräftigt augenzwinkernd) manches Klischee, das in den verbreiteten Vorstellungen vorherrscht. Als Halbisländer weiß der Autor und Übersetzer, „unser Mann für die deutsch-isländische Verständigung (...), der zum Glück über beträchtlichen Humor verfügt und daher genau der Richtige ist, den Aberwitz der Insel am nördlichen Rand Europas verständlich zu machen“, viel zu berichten über den Inselstaat und dessen Bevölkerung, eine „Lese- und Schreibnation“, sowie über die große Bedeutung der Literatur; auch dies auf heitere, sehr anschauliche und wortspielerische Weise voller überraschender Vergleiche und Schlüsse. Ergebnis ist „eine sehr gelungene Analyse der isländischen Mentalität und ein idealer Einstieg für Island-Neulinge“.

### Nostalgie
Im Mai 2020 erschien im Heft Akzente der von Magnusson herausgegebene Band Nostalgie. Er versammelt Texte zum Aufschwung des Sentimentalen, u. a. von Margarete Stokowski und Steinunn Sigurdardóttir. Im Gespräch mit Anne Haeming (Spiegel) weist Magnusson darauf hin, wie stark Nostalgie als Denkmodell ist und welche blinden Flecken mit ihr einhergehen. So sagt Magnusson: „Die Vergangenheit ist ein unglaublicher Selbstbedienungsladen. Solange es bei persönlicher Nostalgie bleibt, finde ich das ganz wunderbar. Problematisch wird es, sobald daraus abgeleitet wird, dass wir als Gesellschaft zu diesem imaginären Früher zurückkehren müssen. Rechtspopulisten schlachten das aus.“

### Ein Mann der Kunst
Im August 2020 erschien im Verlag Antje Kunstmann der Roman Ein Mann der Kunst: Der berühmte Maler KD Pratz lebt zurückgezogen auf einer Burg am Rhein. In Frankfurt soll ihm ein Museum gebaut werden, wofür aber noch die Zustimmung des Fördervereins aussteht. Museumsdirektor Neuhuber kann den Misanthropen dazu überreden, die potentiellen Geldgeber in seinem Zuhause zu empfangen. Eine Komödie, in der „viele interessante Fragen über unsere Zeit und die Kunst“ stecken, so Andrea Gerk im Deutschlandfunk. Martin Oehlen (Frankfurter Rundschau) hält fest: „Der Autor legt in diesem Kunstbetriebsroman die Schwächen seiner Figuren bloß, doch bleibt er ihnen empathisch verbunden. [...] Und die Dynamik, die sich aus der Begegnung mit dem Großkünstler ergibt, führt zu urkomischen Szenen.“

### Pet Shop Boys
Im Oktober 2021 erschien in der KiWi-Musikbibliothek ein Band über die Pet Shop Boys. Magnusson wirft darin einen autobiografischen Blick auf die Band, die ihn über viele Jahre geprägt hat. „Die Rolle der Pet Shop Boys als queere Identifikationsfiguren hat sich zwar im Laufe der vergangenen Jahrzehnte verändert, doch immer wieder war Magnusson beeindruckt davon, wie es der Band gelang, eingängige Charthits zu produzieren und dabei gleichzeitig clever und subversiv zu bleiben.“ (Kiepenheuer & Witsch) Die Zeitschrift Musikexpress lobte das Buch als einen „der bisher besten Beiträge der ohnehin empfehlenswerten KiWi-Musikbibliothek.“ In dem Buch schreibt Magnusson erstmals autobiografisch über seine Sexualität, Identität und Beziehung zu dem Architekten und Autor Gunnar Klack.

### Tätigkeit als Übersetzer
Neben seiner Tätigkeit als Romancier und Dramatiker übersetzt Magnusson aus dem Isländischen und Altisländischen ins Deutsche. Die von ihm übertragenen Werke stammen teils aus den Anfängen der isländischen Literaturgeschichte und reichen bis zu Texten der isländischen Gegenwartsliteratur. Er übersetzt sowohl Prosa als auch Dramatik und Gedichte. Magnusson hat Neuübersetzungen der mittelalterlichen Saga-Texte verfasst und unter anderem Werke von Einar Kárason, Hallgrímur Helgason, Sigurbjörg Þrastardóttir und Þorvaldur Þorsteinsson übersetzt.
Zu seinem Übersetzungsansatz äußerte sich Magnusson in einem Interview wie folgt: „Ich favorisiere die so genannte 'Wirkungsäquivalenz'. Ein Text soll auf den deutschen Leser so wirken, wie das Original auf einen isländischen Leser. Und deswegen würde ich ein in Island neu erfundenes Wort wie 'tölva' (Zahlenhexe) stets als 'Computer' übersetzen, damit man in Deutschland dieselben Assoziationen hat. Ich würde keine Paraphrasen formulieren oder erklären, wie Neologismen im Isländischen funktionieren. Isländisch hat nicht diese vielen Einflüsse aus dem Griechischen, Lateinischen oder Französischen. Wenn man nur zum deutschen Wort greift und Brauchtum statt Tradition oder Sippe statt Familie übersetzt, dann wird der deutsche Sprachstil antiquiert. Das bedeutet, man muss mit der vollen Bandbreite des Deutschen arbeiten, wozu auch Fremdwörter gehören. Ich achte darauf, dass ich nicht zeitfremdes germanisches Vokabular verwende.“
Über seine Zweisprachigkeit bemerkte Magnusson:
„Obwohl ich mit meinem Vater viel Isländisch gesprochen habe und daher zweisprachig aufgewachsen bin, ist Deutsch eindeutig meine Muttersprache. (…) Daher könnte ich auch nur auf Deutsch schreiben, nicht auf Isländisch, so gern ich auch aus dem Isländischen übersetze.“

## Auszeichnungen und Stipendien
- 2001: Arbeitsstipendium der Kulturstiftung des Freistaates Sachsen
- 2001 Arbeitsstipendium aus dem Eduard-Arnhold-Fonds der Akademie der Künste Berlin
- 2002: Arbeitsstipendium des Deutschen Literaturfonds für die Arbeit an der Komödie Männerhort
- 2002: Stipendium der Stiftung Künstlerdorf Schöppingen (NRW)
- 2003: Hamburger Förderpreis für Literatur für den Roman Zuhause
- 2004: Aufenthaltsstipendium im Künstlerhaus Kloster Cismar
- 2005: Teilnahme am Wettbewerb um den Ingeborg-Bachmann-Preis, Klagenfurt (Österreich)
- 2005 Lydia-Eymann-Stipendium[46]
- 2006: Rauriser Literaturpreis für den Roman Zuhause
- 2006: Stadtschreiber am Goethe-Institut in Pune/Indien
- 2007: Arbeitsstipendium des Deutschen Übersetzerfonds für die Übersetzung von Einar Kárasons „Sturmerprobt“
- 2008: Writer in Residence an der University of Iowa - International Writing Program
- 2010: Writer in Residence am Grinnell College/Iowa
- 2010: Translator in residence am Europäischen Übersetzer-Kollegium Straelen
- 2010: Nominierung zum Deutschen Buchpreis (Longlist) mit dem Roman Das war ich nicht
- 2012: Euregio-Schüler-Literaturpreis für Das war ich nicht[47]
- 2013: Writer in Residence an der Queen Mary University of London
- 2014: Writer in Residence am Massachusetts Institute of Technology (MIT)
- 2016: Jane-Scatcherd-Preis für Übersetzer für seine Übertragungen aus dem Isländischen[48]
- 2023/2024: Rompreis der Deutschen Akademie Rom Villa Massimo[49]
- 2024: Bonner Stadtschreiber[50]

## Veröffentlichungen

### Romane
- Zuhause. Roman. Verlag Antje Kunstmann, München 2005, ISBN 3-88897-402-X (Taschenbuchausgabe: München: Goldmann, 2007, ISBN 978-3-442-46284-1).
- Das war ich nicht. Roman. Verlag Antje Kunstmann, München 2010, ISBN 978-3-88897-582-0.
- Arztroman. Roman. Verlag Antje Kunstmann, München 2014, ISBN 978-3-88897-966-8.
- Ein Mann der Kunst. Roman. Verlag Antje Kunstmann, München 2020, ISBN 978-3-95614-382-3.

### Theaterstücke
- Enge im Haus und im Sarg. Autorenprojekt an der Volksbühne am Rosa-Luxemburg-Platz mit dem Obdachlosen-Ensemble Ratten 07. Uraufführung am 7. November 2000 ebenda in Berlin, Regie: Christine Umpfenbach und Antje Wenningmann (C&A).
- Der totale Kick. Theaterstück. Verlag der Autoren, Frankfurt am Main 2000. Uraufführung am 1. November 2001 am Staatsschauspiel Dresden, Regie: Hans Falár.
- Männerhort. Komödie. Verlag der Autoren, Frankfurt am Main 2002, ISBN 3-88661-286-4. Uraufführung am 19. Oktober 2003 am Schauspiel Bonn, Regie: Kay Voges.
- Sushi für alle. Komödie. Verlag der Autoren, Frankfurt am Main 2010, ISBN 978-3-88661-337-3. Uraufführung am 11. März 2011 am Schauspiel Dortmund, Regie: Oliver D. Endreß.
- Zuhause. Bühnenfassung von Ronny Jakubaschk. Uraufführung am Volkstheater Rostock, 30. April 2010, Regie: Ronny Jakubaschk.
- Das war ich nicht. Bühnenfassung von Ronny Jakubaschk. Uraufführung im Theater Basel, 16. Dezember 2010, Regie: Ronny Jakubaschk.
- Ein Mann der Kunst. Bühnenfassung von Dariusch Yazdkhasti. Uraufführung im Staatstheater Kassel, 8. April 2022, Regie: Dariusch Yazdkhasti.[51]
- Apokalypse Miau – eine Weltuntergangskomödie. Mitarbeit: Gunnar Klack. Uraufführung im Volkstheater Wien, 1. Dezember 2022, Regie: Kay Voges.[52]

### Sachbücher
- Gebrauchsanweisung für Island. Piper, München/Zürich 2011, ISBN 978-3-492-27588-0.
- Kristof Magnusson über die Pet Shop Boys, queere Vorbilder und musikalischen Mainstream. Kiepenheuer & Witsch, Köln, 2021 (KiWi Musikbibliothek, Band 15), ISBN 978-3-462-00169-3

### Hörbücher
- Ein Mann der Kunst. 2 MP3-CDs. Gelesen von Devid Striesow. Verlag Antje Kunstmann, München 2020, ISBN 978-3-95614-409-7.
- Kristof Magnusson erzählt die Saga von Grettir (Grettis saga). 2 Audio-CDs. In: "Die Saga-Aufnahmen (II): Die Saga von Egill (Egils saga) / Die Saga von Grettir (Grettis saga)", supposé, Berlin 2011, ISBN 978-3-86385-002-9.

### Übersetzungen der Werke von Kristof Magnusson in andere Sprachen

#### Zuhause
- Ins Französische übersetzt von Sébastian Gravier: Retour à Reykjavík. Gaïa Éditions, Montfort-en-Chalosse 2008, ISBN 978-2-84720-119-2.

#### Das war ich nicht
- Ins Französische übersetzt von Gaëlle Guicheney: C’était pas ma faute. Éditions Métailié, Paris 2011, ISBN 978-2-86424-840-8.
- Ins Italienische übersetzt von Bice Rinaldi: Non sono stato io. Pozza, Vicenza 2011, ISBN 88-545-0427-0.
- Ins Isländische übersetzt von Bjarni Jónsson: Það var ekki ég. Mál og Menning, Reykjavík 2012, ISBN 978-9979-3-3308-1.
- Ins Niederländische übersetzt von Hilde Keteleer: Ik was heet niet. De Geus, Breda 2011, ISBN 978-90-445-1737-8.
- Ins Slowenische übersetzt von Ana Jasmina Oseban: Nisem bil jaz. Modrijan, Ljubljana 2012, ISBN 978-961-241-681-2.
- Ins Bulgarische übersetzt von Ljubomir Iliev: Ne bjach az. Atlantis, Sofija 2012, ISBN 978-954-9621-55-6.

#### Männerhort
- Ins Französische übersetzt von Johannes Honigmann und Sandrine Aumercier: Crèche pour hommes. Manuscrit 2005.
- Ins Schwedische übersetzt von Teaterhögskolan: Manskällaren. Stockholm, 2005.
- Ins Bulgarische übersetzt von Boian Ivanov: Галерия на представлението.  2005.
- Ins Estnische übersetzt von Eili Heinmets: Meeste varjupaik. 2006.
- Ins Türkische übersetzt von Sibel A. Yeşilay: Erkek Parkı. Istanbul 2009.
- Ins Niederdeutsche übersetzt von Arne Christophersen: Männerhort oder Een Platz för Keerls. Verden 2010.
- Ins Slowakische übersetzt von Katarína Motyková: Aj muži majú svoje dni. 2011.
- Ins Tschechische übersetzt von Iva Michňová: Kutloch. 2012.
- Ins Polnische übersetzt von Izabela Rozhin: Klub mężusiów. 2013.

#### Gebrauchsanweisung für Island
- Ins Ungarische übersetzt von Judit Balla: Használati utasítás Izlandhoz. Magistra 2017.

#### Arztroman
- Ins Französische übersetzt von Gaëlle Guicheney: Urgences et sentiments. Éditions Métailié 2018.
- Ins Russische übersetzt von Anna Kukes: Анатомия счастья. Eksmo 2018.

### Übersetzungen von Kristof Magnusson aus dem Isländischen ins Deutsche
- Þórbergur Þórðarson: And Björk, of course…. S. Fischer, Frankfurt am Main 2003.
- Sigurbjörg Þrastardóttir: Tulpenfallschirme. EDIT (2004).
- Þorvaldur Þorsteinsson: Aufruhr im Zauberwald (isländisch: Skilaboðaskjóðan). S. Fischer, Frankfurt am Main 2005.
- Jón Atli Jónasson: Rambo 7. Rowohlt Theaterverlag, Reinbek 2006.
- Auður Jónsdóttir: Wege, die das Leben geht (isländisch: Ósjálfrátt). btb-Verlag, Berlin 2016, ISBN 978-3-442-71487-2.
- Einar Kárason: Sturmerprobt (isländisch: Stormur). btb-Verlag, München 2007, ISBN 978-3-442-75158-7.
- Lyrik der Gruppe „Nykur“, Neue Rundschau (2008).
- Hallgrímur Helgason: Zehn Tipps, das Morden zu beenden und mit dem Abwasch zu beginnen (isländisch: 10 ráð til að hætta að drepa fólk og byrja að vaska upp). Tropen-Verlag, Stuttgart 2010, ISBN 978-3-608-50108-7.
- Unbekannt: Die Saga von Grettir Ásmundarson (altisländisch: Grettis Saga Ásmundarsonar), in: Isländersagas Band 3, Verlag S. Fischer, Frankfurt am Main 2011, ISBN 978-3-10-007624-3.
- Einar Kárason: Versöhnung und Groll (isländisch: Ofsi). btb-Verlag, München 2011, ISBN 978-3-442-75252-2.
- Steinar Bragi: Frauen (isländisch: Konur). Verlag Antje Kunstmann, München 2011, ISBN 978-3-88897-724-4.
- Sigurbjörg Þrastardóttir: Fackelzüge – Ein Liebeslied (isländisch: Blysfarir). Blumenbar, Berlin 2011, ISBN 978-3-936738-97-1.
- Þórbergur Þórðarson: Islands Adel (isländisch: Íslenzkur Aðall). Verlag S. Fischer, Frankfurt am Main 2011, ISBN 978-3-10-078023-2.
- Auður Jónsdóttir: Jenseits des Meeres liegt die ganze Welt (isländisch: Vetrarsól). btb-Verlag, Berlin 2011, ISBN 978-3-442-75253-9.
- Lyrik der „Atomdichter“: Bei betagten Schiffen, edition die horen, 56 (2011), Heft 242.
- Einar Kárason: Die Sturlungen. Die große Isländer-Saga (isländisch: Skald / Skamöld). btb-Verlag, München 2017, ISBN 978-3-442-75670-4.
- Arnaldur Indriðason: Tiefe Schluchten (isländisch: Tregasteinn), Bastei Lübbe, Köln 2021, ISBN 978-3-7857-2767-6.
- Einar Kárason: Sturmvögel (isländisch: Stormfuglar), btb-Verlag, München 2021, ISBN 978-3-442-75939-2.

### Projekte